# 沁水県
沁水県（しんすい-けん）は中華人民共和国山西省晋城市に位置する県。

## 歴史
南北朝時代、北魏により設置された東永安県を前身とする。北斉により永寧県、598年（開皇18年）に隋代により沁水県と改称された。

## 行政区画
- 鎮:竜港鎮、中村鎮、鄭荘鎮、端氏鎮、嘉峰鎮、鄭村鎮、柿荘鎮
- 郷:土沃郷、張村郷、胡底郷、固県郷、十里郷

## 出身者
- 荊浩 - 画家。
- 趙樹理 - 小説家。